# Baya Rahouli
Baya Rahouli, née le 27 juillet 1979 à Bab El Oued, est une athlète algérienne, spécialiste du triple saut.

## Palmarès
| Date | Compétition                    | Lieu         | Résultat | Épreuve     | Marque  |
| ---- | ------------------------------ | ------------ | -------- | ----------- | ------- |
| 1998 | Championnats du monde juniors  | Annecy       | 8e       | 100 m haies | 14 s 05 |
| 1998 | Championnats du monde juniors  | Annecy       | 1re      | Triple saut | 14,04 m |
| 1998 | Championnats d'Afrique         | Dakar        | 3e       | Longueur    | 6,36 m  |
| 1998 | Championnats d'Afrique         | Dakar        | 1re      | Triple saut | 13,96 m |
| 1998 | Coupe du monde des nations     | Johannesburg | 6e       | Triple saut | 13,69 m |
| 1999 | Jeux africains                 | Johannesburg | 2e       | Triple saut | 14,64 m |
| 2000 | Championnats d'Afrique         | Alger        | 1re      | Triple saut | 14,23 m |
| 2000 | Jeux olympiques                | Sydney       | 5e       | Triple saut | 14,17 m |
| 2001 | Jeux méditerranéens            | Radès        | 1re      | Triple saut | 14,30 m |
| 2002 | Championnats d'Afrique         | Radès        | 3e       | Triple saut | 13,78 m |
| 2003 | Championnats du monde en salle | Birmingham   | 7e       | Triple saut | 14,31 m |
| 2004 | Jeux olympiques                | Athènes      | 6e       | Triple saut | 14,86 m |
| 2004 | Jeux panarabes                 | Alger        | 1re      | 100 m       | 11 s 84 |
| 2004 | Jeux panarabes                 | Alger        | 1re      | 100 m haies | 13 s 49 |
| 2004 | Jeux panarabes                 | Alger        | 1re      | Longueur    | 6,19 m  |
| 2004 | Jeux panarabes                 | Alger        | 1re      | Triple saut | 14,49 m |
| 2005 | Jeux méditerranéens            | Almería      | 1re      | Triple saut | 14,98 m |
| 2005 | Championnats du monde          | Helsinki     | 7e       | Triple saut | 14,40 m |
| 2006 | Championnats d'Afrique         | Bambous      | 5e       | Triple saut | 13,47 m |
| 2010 | Championnats d'Afrique         | Nairobi      | 4e       | Triple saut | 13,64 m |
| 2011 | Championnats du monde          | Daegu        | 8e       | Triple saut | 14,12 m |
| 2011 | Jeux africains                 | Maputo       | 1re      | Triple saut | 14,02 m |
| 2011 | Jeux panarabes                 | Doha         | 1re      | Triple saut | 14,01 m |
| 2011 | Championnats panarabes         | Al-Aïn       | 1re      | Triple saut | 13,59 m |
| 2012 | Championnats d'Afrique         | Porto-Novo   | 4e       | Triple saut | 13,50 m |
| 2013 | Championnats panarabes         | Doha         | 1re      | Triple saut | 14,29 m |
| 2013 | Jeux méditerranéens            | Mersin       | 3e       | Triple saut | 14,04 m |

## Records
| Épreuve     | Épreuve      | Performance | Lieu                | Date                     |
| ----------- | ------------ | ----------- | ------------------- | ------------------------ |
| Triple saut | En plein air | 14,98 m     | Almería             | 1er juillet 2005         |
| Triple saut | En salle     | 14,31 m     | Birmingham Budapest | 15 mars 2003 5 mars 2004 |